# Auksi järv
Auksi järv är en sjö i Estland.   Den ligger i landskapet Viljandimaa, i den centrala delen av landet, 120 km söder om huvudstaden Tallinn. Auksi järv ligger 105 meter över havet. Omgivningarna runt Auksi järv är en mosaik av jordbruksmark och naturlig växtlighet.